# چاه زینی‌ها
چاه زینی‌ها یک روستا در ایران است که در دهستان خوسف شهرستان خوسف واقع شده‌است. چاه زینی‌ها ۸۳ نفر جمعیت دارد.